# Фудбалска репрезентација Румуније
Фудбалска репрезентација Румуније је репрезентација под контролом Фудбалског савеза Румуније и представља Румунију у међународним фудбалским такмичењима.
Румунија је једна од четири репрезентације са Бразилом, Француском и Белгијом које су учествовале на прва три светска фудбалска првенства.

## Резултати репрезентације

### Светско првенство
| Година         | Коло                  | Пласман               | ИГ                    | П                     | Н                     | ИЗ                    | ГД                    | ГП                    |
| -------------- | --------------------- | --------------------- | --------------------- | --------------------- | --------------------- | --------------------- | --------------------- | --------------------- |
| 1930.          | Групна фаза           | 8                     | 2                     | 1                     | 0                     | 1                     | 3                     | 5                     |
| 1934.          | Групна фаза           | 12                    | 1                     | 0                     | 0                     | 1                     | 1                     | 2                     |
| 1938           | Групна фаза           | 9                     | 2                     | 0                     | 1                     | 1                     | 4                     | 5                     |
| 1950. до 1966. | Није се квалификовала | Није се квалификовала | Није се квалификовала | Није се квалификовала | Није се квалификовала | Није се квалификовала | Није се квалификовала | Није се квалификовала |
| 1970.          | Групна фаза           | 11                    | 3                     | 1                     | 0                     | 2                     | 4                     | 5                     |
| 1974. до 1986. | Није се квалификовала | Није се квалификовала | Није се квалификовала | Није се квалификовала | Није се квалификовала | Није се квалификовала | Није се квалификовала | Није се квалификовала |
| 1990.          | Осмина финала         | 12                    | 4                     | 1                     | 2                     | 1                     | 4                     | 3                     |
| 1994.          | Четвртфинале          | 5                     | 5                     | 3                     | 1                     | 1                     | 10                    | 9                     |
| 1998.          | Осмина финала         | 11                    | 4                     | 2                     | 1                     | 1                     | 4                     | 3                     |
| 2002. до 2022. | Није се квалификовала | Није се квалификовала | Није се квалификовала | Није се квалификовала | Није се квалификовала | Није се квалификовала | Није се квалификовала | Није се квалификовала |
| Укупно         | 7/22                  | -                     | 21                    | 8                     | 5                     | 8                     | 30                    | 32                    |

### Европско првенство
| Година         | Коло                  | Пласман               | ИГ                    | П                     | Н                     | ИЗ                    | ГД                    | ГП                    |
| -------------- | --------------------- | --------------------- | --------------------- | --------------------- | --------------------- | --------------------- | --------------------- | --------------------- |
| 1960. до 1980. | Није се квалификовала | Није се квалификовала | Није се квалификовала | Није се квалификовала | Није се квалификовала | Није се квалификовала | Није се квалификовала | Није се квалификовала |
| 1984.          | Групна фаза           | 7                     | 3                     | 0                     | 1                     | 2                     | 2                     | 4                     |
| 1988. до 1992. | Није се квалификовала | Није се квалификовала | Није се квалификовала | Није се квалификовала | Није се квалификовала | Није се квалификовала | Није се квалификовала | Није се квалификовала |
| 1996           | Групна фаза           | 15                    | 3                     | 0                     | 0                     | 3                     | 1                     | 4                     |
| 2000.          | Четвртфинале          | 7                     | 4                     | 1                     | 1                     | 2                     | 4                     | 6                     |
| 2004           | Није се квалификовала | Није се квалификовала | Није се квалификовала | Није се квалификовала | Није се квалификовала | Није се квалификовала | Није се квалификовала | Није се квалификовала |
| 2008           | Групна фаза           | 12                    | 3                     | 0                     | 2                     | 1                     | 1                     | 3                     |
| 2012           | Није се квалификовала | Није се квалификовала | Није се квалификовала | Није се квалификовала | Није се квалификовала | Није се квалификовала | Није се квалификовала | Није се квалификовала |
| 2016.          | Групна фаза           | 19                    | 3                     | 0                     | 1                     | 2                     | 2                     | 4                     |
| 2020.          | Није се квалификовала | Није се квалификовала | Није се квалификовала | Није се квалификовала | Није се квалификовала | Није се квалификовала | Није се квалификовала | Није се квалификовала |
| 2024.          | Осмина финала         | 12                    | 4                     | 1                     | 1                     | 2                     | 4                     | 6                     |
| Укупно         |                       | 6/17                  | 20                    | 2                     | 6                     | 12                    | 14                    | 27                    |

### Лига нација
| Рекорди у УЕФА Лиги нација | Рекорди у УЕФА Лиги нација | Рекорди у УЕФА Лиги нација | Рекорди у УЕФА Лиги нација | Рекорди у УЕФА Лиги нација | Рекорди у УЕФА Лиги нација | Рекорди у УЕФА Лиги нација | Рекорди у УЕФА Лиги нација | Рекорди у УЕФА Лиги нација | Рекорди у УЕФА Лиги нација | Рекорди у УЕФА Лиги нација |
| Сезона                     | Лига                       | Група                      | ИГ                         | П                          | Н                          | И                          | ГД                         | ГП                         | П/И                        | Поз.                       |
| -------------------------- | -------------------------- | -------------------------- | -------------------------- | -------------------------- | -------------------------- | -------------------------- | -------------------------- | -------------------------- | -------------------------- | -------------------------- |
| 2018/19.                   | Ц                          | 4                          | 6                          | 3                          | 3                          | 0                          | 8                          | 3                          | Раст                       | 32.                        |
| 2020/21.                   | Б                          | 1                          | 6                          | 2                          | 2                          | 2                          | 8                          | 9                          | Same position              | 25.                        |
| 2022/23.                   | Б                          | 3                          | 6                          | 2                          | 1                          | 3                          | 6                          | 8                          | Пад                        | 29.                        |
| Укупно                     | Укупно                     | Укупно                     | 18                         | 7                          | 6                          | 5                          | 22                         | 20                         |                            |                            |

## Играчи са највише утакмица и најбољи стрелци
| #  | Име              | Играо од - до | Број |
| -- | ---------------- | ------------- | ---- |
| 1. | Доринел Мунтеану | 1991-2007     | 134  |
| 2. | Георге Хађи      | 1983-2000     | 125  |
| 4. | Георги Попеску   | 1988-2003     | 115  |
| 3. | Ласло Белењи     | 1975-1988     | 108  |
| 5. | Дан Петреску     | 1989-2000     | 95   |

| #  | Име              | Играо од - до | Број |
| -- | ---------------- | ------------- | ---- |
| 1. | Георге Хађи      | 1983-2000     | 35   |
| =  | Адријан Муту     | 2000-2013     | 35   |
| 3. | Јулију Бодола    | 1931-1939     | 30   |
| 4. | Ангел Јорданеску | 1971-1981     | 26   |
| 5. | Виорел Молдован  | 1993-2005     | 25   |